# Drepanomenia tenuitecta
Drepanomenia tenuitecta is een Solenogastressoort uit de familie van de Drepanomeniidae. De wetenschappelijke naam van de soort is voor het eerst geldig gepubliceerd in 2004 door Salvini-Plawen.